# Aleksej Navalnyj
Aleksej Anatolevitj Navalnyj (russisk: Алексе́й Анато́льевич Нава́льный; født 4. juni 1976 i Butyn, Odintsovskij rajon, Moskva oblast, Russiske SFSR, Sovjetunionen, død 16. februar 2024) var en russisk politisk aktivist i Ruslands opposition. Han blev kendt gennem den russiske blogosfære og i massemedier for sociale kampagner. Kampagnerne handlede hovedsageligt om korruption i Rusland, og hvordan politiske ledere og statslige virksomheder bryder de russiske love. Han skrev også i trykte russiske medier, som Forbes Rusland.
Hans blog og demonstrationerne han organiserede var målrettet mod korruption og partiet Forenede Rusland - et parti han kaldte "Svindlernes og tyvenes parti".
Da han begyndte sin karriere som aktivist, var han mindretalsaktionær i nogle børsnoterede semioffentlige selskaber. Som aktionær i selskaberne, havde han ret til at inspicere dem. Han nægtedes dog indsigt, men forsøgte i sin egenskab af advokat stadig at få dette, men uden held. Et eksempel på dette var, da banken VTB købte et stort antal kinesiske olieboringsfaciliteter, en begivenhed, der omtaltes meget. I 2007 blev Navalnyj ekskluderet fra Ruslands socialliberale oppositionsparti Jabloko på grund af hans nationalkonservatisme.
I december 2010 grundlagde han Rospil, et meget omtalt projekt og hjemmeside, med det mål at afdække og rapportere korruption i de offentlige indkøb. Rospil, som har flere fuldtidsansatte advokater, finansieres udelukkende gennem crowdfunding.
I april 2012 blev Navalnyj omtalt af Time Magazine som en af verdens 100 mest indflydelsesrige personer.
Han grundlagde også National Demokratisk Bevægelse Narod.
Den 18. juli 2013 blev Navalnyj idømt fem års fængsel for underslæb, som dog blev konverteret til en betinget dom. Højesteret sendte sagen tilbage til en ny retssag i Kirov, hvor han i februar 2017 igen blev dømt. EU's udenrigschef Catherine Ashton udtalte at hun var "bekymret over dommen". Navalnyj offentliggjorde i december 2016 sit kandidatur til præsidentvalget i Rusland i 2018, og  åbnede kampagnekontorer i Sankt Petersborg, hvor han indsamlede underskrifter til støtte for sin kampagne, men dommen betød, at han ikke kunne stille op til præsidentvalget.
I marts 2017 lancerede Aleksej Navalnyj og hans Antikorruptionskampagne, "Han er ikke din Dimon", hvor han anklagede daværende premierminister Dmitrij Medvedev for korruption.

Den 26. marts organiserede Navalnyj en række antikorruptionsdemonstrationer i 95 byer i Rusland og fire byer i udlandet: London, Prag, Basel og Bonn.
Den 27. april 2017 blev Navalnyj uden for sit antikorruptionskampagnekontor angrebet af ukendte med en blanding af farvestoffet brillantgrøn (en) og andre komponenter i ansigtet. Angiveligt tabte han 80 % af synet i sit højre øje. Navalnyj beskyldte Kreml for at have orkestreret angrebet.
I forbindelse med demonstrationer arrangeret af Navalnyj den 12. juni 2017, blev han ifølge hans kone, Julija Navalnaja, tilbageholdt af politiet.
Han var gift og fik to børn.
I december 2023 kom Navalny i nyt fængsel i Sibirien.

## Forgiftning og fængsling

### Forgiftning i Tomsk
Under en flyrejse mellem byen Tomsk i Sibirien og Moskva d. 20. august 2020 fik Aleksej Navalnyj et pludseligt opstået og voldsomt ildebefindende, hvad fik flyet til at nødlande i Omsk, hvor han i koma blev indlagt på et lokalt sygehus.
I denne forbindelse blev der af de russiske læger spekuleret i, at hans tilstand skyldtes en stofskiftesygdom, hvad fortsat fastholdes af officielle russiske kilder, omend der fra begyndelsen forelå udbredt mistanke om, at Navalnyj var blevet forgiftet. En indledende teori har været, at giften var blevet placeret i en kop te, han drak forud for flyafgangen.

### Diagnose og hospitalsophold i Tyskland
Hændelsen fik bl.a. Tysklands udenrigsminister Heiko Maas og Frankrigs præsident Emmanuel Macron til at tilbyde Navalnyj og hans familie behandling og ophold i deres respektive lande, og Navalnyj blev kort tid efter indlæggelsen evakueret til behandling på universitetshospitalet Charité i Berlin på foranledning af en tysk NGO.
I forbindelse med hans indlæggelse på det tyske hospital blev der ikke konstateret stofskiftesygdomme hos Navalnyj, men undersøgelser af prøver fra oppositionspolitikeren foretaget af det tyske militærs laboratorier kunne derimod konstatere, at han var blevet forgiftet med den russiske nervegift novitjok, der er kendt som et middel brugt af landets sikkerheds- og efterretningstjenester til at likvidere afhoppere og politiske modstandere.
Det tyske resultat blev bekræftet af yderligere undersøgelser af prøverne på laboratorier i Sverige og Frankrig, og de tyske lægers kliniske resultater, der førte til samme konklusion, blev senere optaget til udgivelse i det fagfællebedømte britiske lægefaglige tidsskrift The Lancet.
Aleksej Navalnyj forblev i koma i 18 dage. Hans første kommunikation med verden efter forgiftningen skete d. 15. september på Instagram. Han blev d. 23. september 2020 udskrevet fra Charité og påbegyndte rekonvalescens i Tyskland varende indtil midten af januar 2021.

### Anholdelse ved ankomst til Moskva
Efter sit ophold i Tyskland ankom Navalnyj aftenen d. 17. januar 2021 til Moskva. Hans fly blev med henvisning til "tekniske grunde" omdirigeret fra den planlagte ankomst i Vnukovo, hvor en større gruppe af oppositionspolitikerens tilhængere havde indfundet sig, til Sjeremetevo-lufthaven, hvor en arrestordre indhentet af den russiske kriminalforsorg med henblik på straffuldbyrdelse blev forkyndt for Navalnyj, der på stedet blev frihedsberøvet af politiet med begrundelse i påståede brud på vilkårene i en betinget dom for underslæb fra 2013. Frihedsberøvelsen af Navalnyj blev af bl.a. Europa-Kommissionen straks fordømt med krav om omgående løsladelse.
En dommer fra byretten i Moskva-forstaden Khimki, Jelena Morosova, blev dagen efter hidkaldt til politistationen, hvor der under et improviseret retsmøde blev nedlagt påstand om varetægtsfængsling i 30 dage, uden at Navalnyj efter eget udsagn havde haft lejlighed til at rådføre sig med sin forsvarer, Vadim Kobsev, inden retsmødet blev igangsat. Forsvareren havde da heller ikke havde fået mulighed for at gøre sig bekendt med akterne i sagen mod sin klient. Dette blev dog tilladt efter protester, således at mødet hævedes i en time.
Anklagerens fængslingspåstand blev imidlertid ved retsmødets genoptagelse taget til følge, og dommeren afsagde kendelse om at varetægtsfængsle Navalnyj i 30 dage. Navalnyjs forsvarer udtalte efter retsmødet, at byretsdommerens kendelse vil blive kæret til en højere domstol med påstand om løsladelse, men Navalny blev efter retsmødet indsat i arresten Matrosskaja Tisjyna i Moskva-bydelen Sokolniki.
Et retsmøde, hvor der skulle tages stilling til, om han helt eller delvist skulle afsone fængselsdommen fra 2013, blev berammet til 2. februar 2021, og der blev i den forbindelse afsagt kendelse om, at han skulle afsone 3 år og 6 måneders fængsel i straffekoloni. Afgørelsen blev mødt med protester fra bl.a. EU, der betragtede processen som i strid med menneskerettighederne.
Efter fængslingen af Navalnyj blev han et stort oppositionssymbol i Rusland.